# آلت‌دورف، راینلاند-فالتس
التدراف، رینلند-پلاتینیت (به آلمانی: Altdorf, Rhineland-Palatinate) یک شهر در آلمان است که در راینلاند-فالتس واقع شده‌است.

## خصوصیات
التدراف ۶٫۳۶ کیلومترمربع مساحت دارد ۱۲۲ متر بالاتر از سطح دریا واقع شده‌است.